# Germán Todino
Germán Todino (Rivera, Provincia de Buenos Aires; 10 de agosto de 2000), es un piloto automovilismo argentino, que compite en el Turismo Carretera desde 2021.
Debutó profesionalmente en el año 2016 en la Fórmula Metropolitana. En 2017 debutó en turismos compitiendo en la divisional TC Pista Mouras, logrando la victoria en su presentación. En ese mismo año, debutó en el Turismo Carretera al ser invitado a la competencia especial de los 1000 km de Buenos Aires por el piloto Camilo Echevarría, convirtiéndose en el piloto más joven en debutar en esta categoría al hacerlo con 16 años, 11 meses y 27 días. Tras su paso por el TCPM, en el año 2018 ascendió a la divisional TC Mouras, favorecido por los resultados obtenidos el año anterior. En esta categoría finalmente se proclamó campeón en su temporada debut, logrando 4 victorias anuales y obteniendo el pase para la temporada 2019 de la divisional TC Pista.
Por otra parte, en el año 2018 tuvo su debut en la Clase 3 del Turismo Nacional, compitiendo al comando de un Seat León del equipo Alifraco Sport, donde a las pocas competencias resolvió cambiar de marca al pasar a competir con un Volkswagen Vento II.
Todino es apodado el "Gaucho de Rivera", y suele ponerse una boina vasca apenas se quita el casco de carreras. Entre sus relaciones personales, su tío Gastón Todino fue piloto en la divisional TC Pista durante gran parte de la década de 2000, además de acompañar su carrera deportiva en competencias especiales para pilotos invitados.

## Biografía
Nacido en el seno de una familia de practicantes de automovilismo, su padre Sebastián Todino fue campeón de la categoría zonal TC Pampeano en el año 2000, mientras que su tío Gastón Todino fue tres veces campeón de esta especialidad en los años 1996, 1997 y 2001, además de tener participaciones a nivel nacional en el TC Pista. Ambos influyeron en el desarrollo de su carrera deportiva, apadrinando sus incursiones a nivel nacional.
Su debut profesional tuvo lugar en el año 2016 al debutar en la categoría de monoplazas Fórmula Metropolitana, donde condujo una unidad alistada por el equipo de Rodolfo Tati Urriticoechea. Bajo el ala de este equipo, Todino conquistó sus primeras 3 victorias a nivel nacional, cerrando el año en la sexta colocación con 207 unidades. Estos resultados sirvieron como antecedente para proyectar su debut en la divisional TC Pista Mouras de la Asociación Corredores de Turismo Carretera.
En 2017 debutó en la divisional TC Pista Mouras, donde compitió al comando de un Ford Falcon del equipo Azul Sport Team. En esta temporada, Todino tuvo un desempeño aceptable alcanzando 3 veces el escalón más alto del podio, clasificando a la Etapa de Definición del campeonato y cerrando el año en la sexta colocación. Una vez más, los resultados obtenidos fueron tomados como antecedentes para propiciar un nuevo ascenso en su carrera deportiva para el año siguiente. Por otra parte, en esta temporada Todino marcó un hito dentro de la historia del automovilismo argentino, al convertirse en el piloto más joven en debutar en el Turismo Carretera contando con tan solo 16 años y 361 días de edad. Su debut tuvo lugar el 6 de agosto de 2017 en el marco de la competencia de los 1000 km de Buenos Aires, donde participó en calidad de invitado del piloto Camilo Echevarría, con quien compartió la conducción del Chevrolet Chevy de este último y completando la tripulación junto a Diego Javier Azar.
El año 2018 significó el salto competitivo para Todino, ya que en esta temporada además de su incursión asegurada en la divisional TC Mouras con un Ford del equipo Azul Sport Team, tuvieron lugar otras incursiones que sumaron para su currículum personal. En primer término, tuvo lugar su segunda incursión dentro del Turismo Carretera, ya que en esta oportunidad recibió nuevamente una invitación para ser parte de la edición 2018 de los 1000 km de Buenos Aires, aunque en esta ocasión fue a bordo del Ford del piloto Nicolás Bonelli y formando tripulación con Agustín De Brabandere. En segundo término, fue convocado por el equipo Alifraco Sport para debutar en la Clase 3 del Turismo Nacional, donde sucesivamente piloteó un Seat Leon y posteriormente un Volkswagen Vento II, siendo sus primeros contactos con vehículos de tracción delantera. Pero lo que terminó por coronar de éxito esta temporada para Todino, fue su consagración como campeón de la divisional TC Mouras, donde tras obtener 4 victorias anuales, se alzó con el título conquistando la Copa Coronación de Oro del TC Mouras y logrando a su vez el correspondiente pase a la divisional TC Pista.
A pesar de los pergaminos obtenidos el año anterior, 2019 se presentó como un año con una realidad altamente opuesta, ya que tras haber desarrollado las primeras 6 competencias al comando del Ford del Azul Sport Team, la falta de resultados motivó a que busque nuevos horizontes, recalando en el equipo de Walter Alifraco, donde con una unidad similar continuó compitiendo en busca de lograr la clasificación a la Etapa de Definición del campeonato. Sin embargo, mientras desarrollaba la 12.ª competencia del año en el Autódromo Ciudad de Paraná sufrió un duro accidente que lo marginó de la definición del torneo. Su retorno a la actividad se dio en las últimas fechas del calendario, aunque ya para esta oportunidad estrenando una unidad Torino Cherokee.
Para el año 2020, Todino volvió a encarar su actividad en dos frentes, ya que a su participación en el TC Pista con el Torino se le sumó su retorno a la Clase 3 del Turismo Nacional, siempre dentro del equipo de Alifraco, pero estrenando para esta categoría un Kia Cerato. La paralización de actividades como consecuencia de la cuarentena declarada en Argentina por el brote de SARS-CoV-2 (Coronavirus), afectó a la participación de Todino en el TN, alcanzando a desarrollar apenas 4 carreras. A pesar de ello, decidió volcar todo su esfuerzo en su participación en el TC Pista, donde se perfiló como candidato para la corona, pero finalmente cerró la temporada en la tercera colocación y con el ascenso al Turismo Carretera, favorecido por su título en TC Mouras.

## Trayectoria
| Año  | Categoría                                            | Marca               |
| ---- | ---------------------------------------------------- | ------------------- |
| 2016 | Debut en Fórmula Metropolitana                       | Crespi-Renault      |
| 2017 | Debut en TC Pista Mouras                             | Ford Falcon         |
| 2017 | Invitado a los 1000 km de Buenos Aires (debut en TC) | Chevrolet Chevy     |
| 2018 | Debut en TC Mouras. Campeón                          | Ford Falcon         |
| 2018 | Invitado a los 1000 km de Buenos Aires de TC         | Ford Falcon         |
| 2018 | Debut en la Clase 3 del Turismo Nacional             | Seat León           |
| 2018 | Debut en la Clase 3 del Turismo Nacional             | Volkswagen Vento II |
| 2019 | Debut en TC Pista                                    | Ford Falcon         |
| 2019 | Debut en TC Pista                                    | Torino Cherokee     |
| 2020 | TC Pista                                             | Torino Cherokee     |
| 2020 | Clase 3 del Turismo Nacional, 4 carreras             | Kia Cerato          |

- [13]

## Resultados

### TC Pista Mouras
| Temporadas      | Temporadas  | Fechas | Fechas | Fechas | Fechas | Fechas | Fechas | Fechas | Fechas | Fechas | Fechas | Fechas | Fechas | Fechas | Fechas | Fechas | Posiciones finales  |
| Equipos         | Automóvil   | Fechas | Fechas | Fechas | Fechas | Fechas | Fechas | Fechas | Fechas | Fechas | Fechas | Fechas | Fechas | Fechas | Fechas | Fechas | Posiciones finales  |
| --------------- | ----------- | ------ | ------ | ------ | ------ | ------ | ------ | ------ | ------ | ------ | ------ | ------ | ------ | ------ | ------ | ------ | ------------------- |
| 2017            | 2017        | 01     | 02     | 03     | 04     | 05     | 06     | 07     | 08     | 09     | 10     | 11     | 12     | 13     | 14     | 15     | 6.º (395.00 puntos) |
| Azul Sport Team | Ford Falcon | 1.º    | 25     | 1.º    | 11     | 15     | 8.º    | 6.º    | 5.º    | 3.º    | 26     | 13     | 1.º    | 28     | SV     | 5.º    | 6.º (395.00 puntos) |

### TC Mouras
| Temporadas      | Temporadas  | Fechas | Fechas | Fechas | Fechas | Fechas | Fechas | Fechas | Fechas | Fechas | Fechas | Fechas | Fechas | Fechas | Fechas | Fechas | Posiciones finales  |
| Equipos         | Automóvil   | Fechas | Fechas | Fechas | Fechas | Fechas | Fechas | Fechas | Fechas | Fechas | Fechas | Fechas | Fechas | Fechas | Fechas | Fechas | Posiciones finales  |
| --------------- | ----------- | ------ | ------ | ------ | ------ | ------ | ------ | ------ | ------ | ------ | ------ | ------ | ------ | ------ | ------ | ------ | ------------------- |
| 2018            | 2018        | 01     | 02     | 03     | 04     | 05     | 06     | 07     | 08     | 09     | 10     | 11     | 12     | 13     | 14     | 15     | 1.º (801.00 puntos) |
| Azul Sport Team | Ford Falcon | 28     | 1.º    | 4.º    | 8.º    | 3.º    | 4.º    | 8.º    | 4.º    | SV     | 1.º    | 1.º    | 2.º    | 2.º    | 2.º    | 1.º    | 1.º (801.00 puntos) |

## Palmarés
| Título  | Categoría | Marca       | Año  |
| ------- | --------- | ----------- | ---- |
| Campeón | TC Mouras | Ford Falcon | 2018 |